# Клембо, Елена Владимировна
Елена Владимировна Клембо (род. 14 декабря 1986 года, Московская область, РСФСР, СССР) — российский искусствовед, член-корреспондент РАХ (2021).

## Биография
Родилась 14 декабря 1986 года в Московской области, живёт и работает в Москве.
В 2006 году — окончила Московский художественный профессиональный лицей.
В 2013 году — окончила Российскую академия живописи, ваяния и зодчества Ильи Глазунова.
С 2014 года — член секции искусствоведения и критики, с 2022 года — член секции арт-фото Творческого союза художников России.
С 2012 по 2018 годы — главный специалист Управления информации и рекламы Российской академии художеств, с 2018 года по настоящее время — начальник Управления информации (пресс-службы) Российской академии художеств.
В 2021 году — избрана членом-корреспондентом Российской академии художеств от Отделения искусствознания и художественной критики.

## Творческая деятельность
Автор анонсирующих и новостных сообщений, пресс-релизов и статей в публицистических и интернет-изданиях.
Один из разработчиков дизайна, концепции развития и шеф-редактор официального портала Российской академией художеств: rah.ru.
Инициатор развития направления и создатель социальных медиа коммуникаций, а также официального YouTube-канала Российской академии художеств.
Один из авторов и главный редактор проекта «PROфессионалы PRO творчество» (2017—2019) — цикла коротких интервью для YouTube-канала Российской академии художеств, участниками которого стали известные художники, скульпторы, архитекторы, дизайнеры, искусствоведы — академики РАХ (Президент РАХ З. К. Церетели, А. Г. Акритас, А. Л. Бобыкин, В. Г. Калинин, О. А. Кошкин, А. Н. Коротаева, А. А. Любавин, Е. Н. Максимов, Б. А. Мессререр, Т. Г. Назаренко, Г. С. Паштов, М. М. Посохин, К. В. Худяков, А. В. Цигаль, Д. О. Швидковский, Н. Н. Шумаков, А. К. Якимович).
Соавтор фильма-воспоминания «Предчувствие Победы» (2020), посвященного 75-летней годовщине Победы в Великой Отечественной войне, героями которого стали фронтовики, академики Российской академии художеств Борис Неменский, Сергей и Алексей Ткачёвы, Григорий Ястребенецкий и Григорий Ушаев.
Один из авторов цикла видеообзоров художественного научно-образовательного проекта Российской академии художеств «Нетленное наследие» (2020), 9 серий: «Художественная культура старообрядчества», «Роль Академии в сохранении шедевров», «Протопоп Аввакум», «Иконы Выга и Поморья», «Совершенство канона», «Иконы палехских мастеров», «Ангел Пустыни», «Иконы московских мастеров», «Медное литье».
Член проектной группы выставки и один из авторов альбома по материалам исследовательского проекта Российской академии художеств «Слова и Вещи» (2019).
За время работы в Российской академии художеств была задействована в более 150 проектах, организованных Управлением по музейной и выставочной деятельности РАХ при поддержке пресс-службы РАХ.